# Dmitri Wladimirowitsch Filossofow

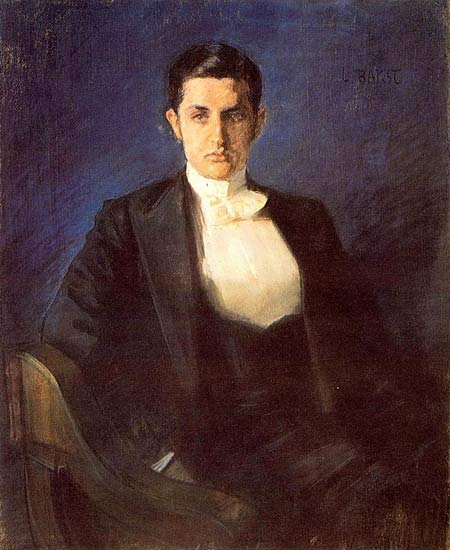
Dmitri Filossofow (Léon Bakst 1897)

Dmitri Wladimirowitsch Filossofow (russisch Дми́трий Влади́мирович Филосо́фов, wiss. Transliteration Dmitrij Vladimirovič Filosofov; * 26. Märzjul. / 7. April 1872greg. in Sankt Petersburg; † 4. August 1940 in Otwock in Polen) war ein russischer Publizist, Kritiker und Zeitungsherausgeber.

## Leben
Dmitri Filossofow stammte aus einer alten Adelsfamilie. Sein Vater Wladimir Dmitrijewitsch Filossofow (1820–1894) war Assistent des Kriegsministers Dmitri Alexejewitsch Miljutin bei der Reformierung der russischen Armee, 1861–1881 der erste Obermilitärstaatsanwalt des russischen Reiches, seit 1881 Mitglied des Staatsrates für das Departement für zivile und kirchliche Angelegenheiten, kaiserlicher Staatssekretär, Wirklicher Geheimer Rat und Heroldmeister. Seine Mutter Anna Pawlowna geb. Djagilewa war Philanthropin und aktive Feministin. Durch sie war Sergei Pawlowitsch Djagilew Dmitris Vetter.
Dmitri Filossofow entwickelte schon während seiner Gymnasialzeit ein starkes Kunst- und Bildungsinteresse, so dass er sich Alexander Nikolajewitsch Benois und Konstantin Andrejewitsch Somow näherte. Nach dem Schulabschluss 1890 studierte er Jura an der Universität St. Petersburg. Nach dem Abschluss 1895 folgte ein Studienaufenthalt an der Universität Heidelberg. Danach arbeitete er in der Verschlüsselungsabteilung des Staatsrates und seit 1898 in der Petersburger Kaiserlichen Bibliothek, der späteren Russischen Nationalbibliothek.
1897 begann Filossofow journalistisch zu arbeiten, insbesondere für Sewerny Westnik, Bildung, Arbeiterhilfe und Zeitschrift des Justizministeriums. 1898–1904 war er Redakteur der Literaturabteilung der Zeitschrift Mir Iskusstwa und leitete danach dort die Kunstkritik-Abteilung. Während dieser Zeit wurde er Freund und Mitstreiter von Dmitri Sergejewitsch Mereschkowski und Sinaida Hippius, wobei sie sich als Trojebratstwo im Sinne einer Trinität empfanden.
Zusammen mit Mereschkowski, Wassili Wassiljewitsch Rosanow und Walentin Ternawtsew gründete Filossofow die Religiös-Philosophische Versammlung in St. Petersburg. Er schrieb ständig Artikel in der seit 1902 erschienenen Zeitschrift Nowy Put (Der Neue Weg), die von Mereschkowski und Hippius geprägt und dem Symbolismus verpflichtet war, und war im letzten Jahr ihres Bestehens 1904 ihr Chefredakteur. 1906–1908 lebte er mit dem Ehepaar Mereschkowski in Paris. Nach der Rückkehr nach Russland arbeitete er für die Zeitschriften Das Wort, Die Ansprache, Die russische Idee und andere. In der Religiös-Philosophischen Gesellschaft in St. Petersburg/Petrograd war er Sekretär (1908), Vorsitzender (1909–1912) und Stellvertretender Vorsitzender (1912–1917).
Nach der Oktoberrevolution arbeitete Filossofow weiter in der Petrograder Bibliothek (1918–1919) und beteiligte sich an der Arbeit des Politischen Roten Kreuzes. Im Dezember 1919 flüchtete er mit Mereschkowski, Hippius und dem Symbolismus-Dichter Wladimir Ananjewitsch Slobin aus Petrograd unter dem Vorwand einer Abkommandierung zu Vorlesungen in Einheiten der Roten Armee. Die Flüchtlinge durchquerten die polnisch-bolschewistische Front im Rajon Schlobin und erreichten Mitte Januar 1920 Minsk. Mit Vorlesungen und Literaturabenden schlugen sie sich nach Wilna durch und fuhren Anfang März nach Warschau. Während Mereschkowski und Hippius aus Enttäuschung über den polnischen Friedensschluss nach Paris weiterfuhren, blieb Filossofow, der sich dem Sozialrevolutionär Boris Wiktorowitsch Sawinkow angenähert hatte, in Polen zur Fortsetzung des Kampfes gegen die Bolschewiki.
Filossofow war nun Stellvertretender Vorsitzender des Russischen Politischen Komitees und der Volksunion zum Schutz der Heimat und Freiheit sowie Berater Józef Piłsudskis in russisch-ukrainischen Fragen (1921). Er war Hauptredakteur der in Warschau erschienenen Zeitung Freiheit (1920–1921), Zur Freiheit! (1921–1932), Gerücht  (1932–1934) und Redakteur in der Warschau-Pariser Zeitschrift Das Schwert (1934–1939), die wegen eines Streites mit  Mereschkowski und Hippius in eine Warschauer Zeitung umgewandelt wurde. Er arbeitete mit der Literaten-Gruppe Taverne der Dichter zusammen, und er war einer der Führer der Literaturgemeinschaft, deren Ehrenvorsitzender er wurde. 1934–1936 leitete er den russisch-polnischen Literatur-Klub Häuschen in Kolomna.
In diesen letzten Jahren geriet Filossofow an den Rand des politisch-gesellschaftlichen Lebens durch herausgeberische Misserfolge, den Verrat Sawinkows und den Tod des Gefährten und Gleichgesinnten Michail Petrowitsch Arzybaschew, so dass er sich nach 1936 auch wegen des steigenden Alters und Krankheiten aus dem literarischen, gesellschaftlichen und politischen Leben zurückzog.
Filossofow wurde auf dem orthodoxen Friedhof in Warschau begraben.